# Stare Siołkowice
Stare Siołkowice (dodatkowa nazwa w j. niem. Alt Schalkowitz) – wieś w Polsce, położona w województwie opolskim, w powiecie opolskim, w gminie Popielów. Z miejscowością związany jest administracyjnie przysiółek Biedaszka.

## Nazwa
10 sierpnia 1936 r. nazistowska administracja III Rzeszy zmieniła dotychczasową nazwę Alt Schalkowitz na nową Alt Schalkendorf. 1 kwietnia 1939 r. miejscowość połączono wraz z Nowymi Siołkowicami pod wspólną nazwą Schalkendorf. 28 czerwca 1948 r. nadano urzędowo wprowadzono polską nazwę Stare Siołkowice.

## Historia
Do głosowania podczas plebiscytu uprawnionych było 2098 osób, z czego 1548, ok. 73,8%, stanowili mieszkańcy (w tym 1520, ok. 72,4% całości, mieszkańcy urodzeni w miejscowości). Oddano 2041 głosów (ok. 97,3% uprawnionych), w tym 2028 (ok. 99,4%) ważnych; za Niemcami głosowało 1522 osób (ok. 74%), a za Polską 506 osób (ok. 24,8%).
W 1890 r. w miejscowości mieszkało 2412 osób, a w 1933 r. – 2762.

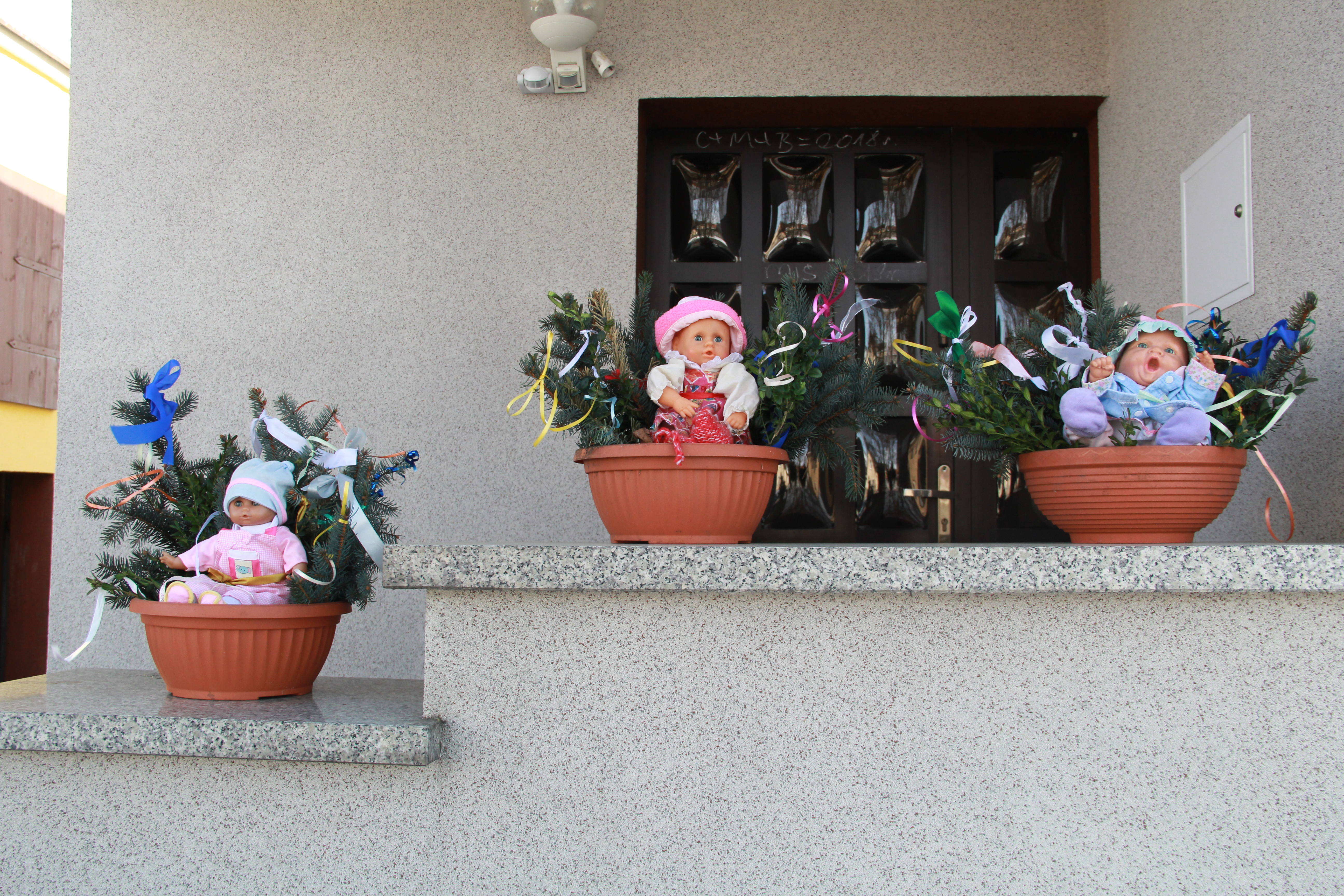
Siołkowickie marzanki to zwyczaj wystawiania w widocznych miejscach takich jak w oknach, na furtkach, na balkonach lalek mocowanych do świerkowych gałęzi. Lalka symbolizowała obecność w domu panny na wydaniu. Marzanki wystawiane są w okresie Wielkiego Postu w niedzielę poprzedzającą Niedzielę Palmową.

Niemcy zostali wyparci z miejscowości 22 stycznia 1945 roku przez jednostki 14 Gwardyjskiej Dywizji Strzeleckiej 33 Gwardyjskiego Korpusu Strzeleckiego 5 Gwardyjskiej Armii 1 Frontu Ukraińskiego. W walkach poległo 168 żołnierzy radzieckich (miejscem ich upamiętnienia był Pomnik Wdzięczności wzniesiony na dawnym cmentarzu, z którego zwłoki zabitych przeniesiono na cmentarz w Kędzierzynie-Koźlu).
W 2010 roku wieś zwyciężyła w kategorii „Najpiękniejsza wieś” konkursu „Piękna Wieś Opolska”, a w 2017 roku Stare Siołkowice zdobyły drugie miejsce w kategorii „Wieś XX-lecia”.
W centrum wsi znajduje się świetlica wiejska połączona z remizą straży pożarnej, która została założona w 1883 r.

## Zabytki
Do wojewódzkiego rejestru zabytków wpisane są:
- kościół par. pw. św. Michała Archanioła, z l. 1825-30, 1933 r.
- młyn wodny, ul. Młyńska 21, murowano-drewniany, XIX w., przeniesiony do Muzeum Wsi Opolskiej
- wiatrak koźlak, poza wsią, z 1848 r., nie istnieje.

## Ludzie związani ze Starymi Siołkowicami
- Jakub Kania – polski poeta i pisarz ludowy, działacz oświatowy i narodowy
- Jan Dzierżon – w latach 1834–1835 był wikarym w Starych Siołkowicach
- Piotr Pampuch (1881–1947) – polski publicysta, dyrektor Biura Sejmu Śląskiego, działacz narodowy i społeczny na Śląsku
- Rochus Misch – ostatni żyjący mieszkaniec berlińskiego bunkra Hitlera.